# آرو راک، میسوری
آرو راک (به انگلیسی: Arrow Rock) یک روستا (ایالات متحده آمریکا) در ایالات متحده آمریکا است که در شهرستان سالین، میزوری واقع شده است. آرو راک ۰٫۳۵ کیلومتر مربع مساحت و ۵۶ نفر جمعیت دارد و ۲۱۶ متر بالاتر از سطح دریا واقع شده است.